# Бюр-сюр-Иветт
Бюр-сюр-Иветт (фр. Bures-sur-Yvette) — коммуна в северной части Франции, находится в регионе Иль-де-Франс. департамент Эсон, округ Палезо. Входила в состав кантона Орсе (до его упразднения), сейчас — в составе кантона Жиф-сюр-Иветт. Расположена на расстоянии около 23 км к юго-западу от Парижа, соединена с Парижем системой скоростного общественного транспорта RER — линия B, станции «Bures-sur-Yvette» и «La Hacquinière».
На территории Бюр-сюр-Иветт находится большая часть кампуса университета Université Paris-Sud, а также французский научно-исследовательский центр IHÉS.

## История
Первое упоминание этого места относится к году 1205 в связи со строительством церкви в честь апостола Матфея. Слово «bure» в верхнегерманском и старом французском означает «хижина» или «дом». Коммуна была создана официально в 1793 году под именем «Bures», но также встречалось и написание «Bure». Упоминание реки Иветт было добавлено в 1927 году, дав современное название.

## Галерея

Церковь апостола Матфея
Мемориальная доска на церкви апостола Матфея
Улицы Бюр-сюр-Иветт
Вход в резиденцию l'Ormaille (IHÉS)
Станция RER «Bures-sur-Yvette»
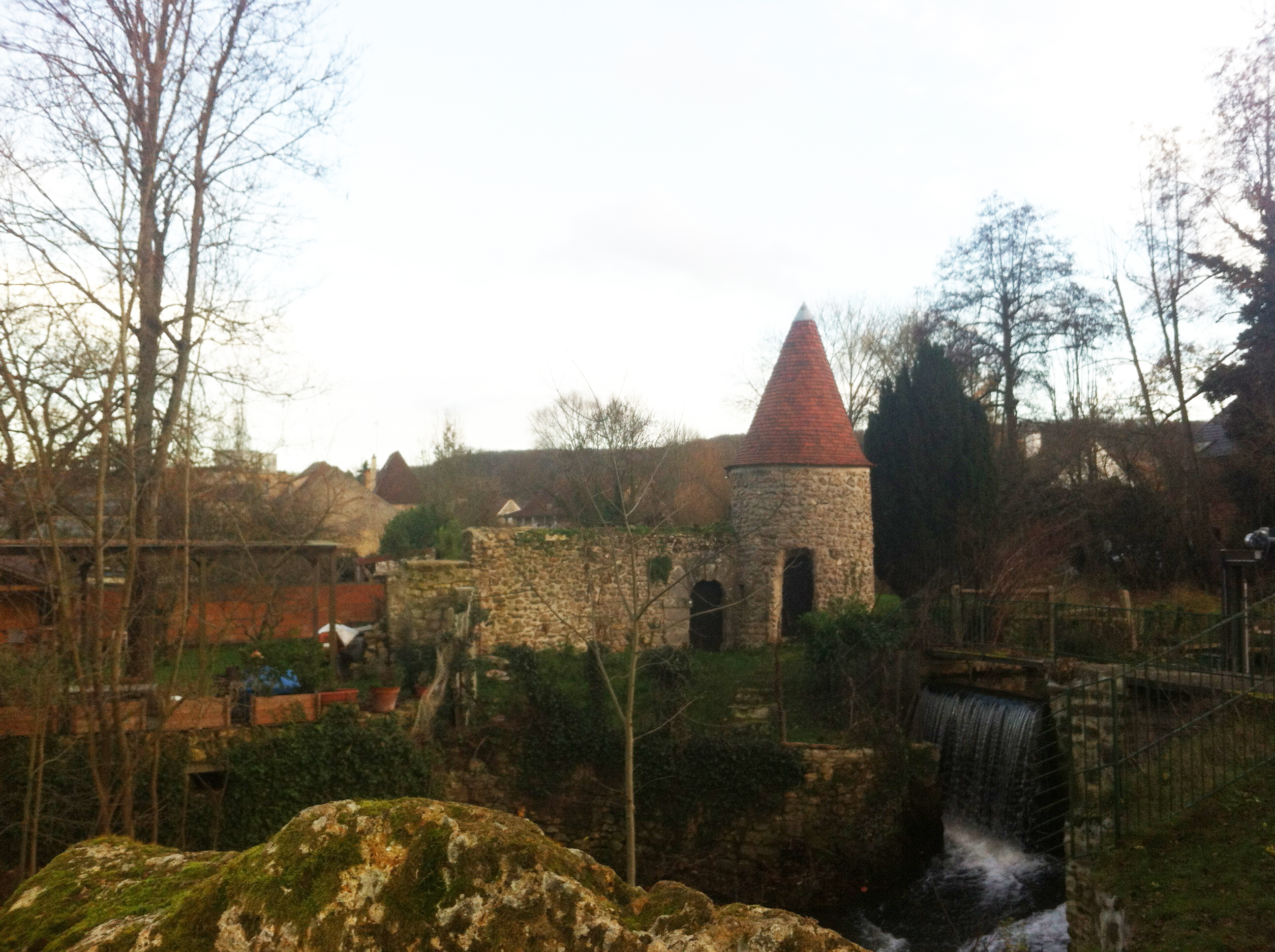
Одна из башен старинного феодального замка в Bures-sur-Yvette (реконструированная)